# Zamek w Działdowie
Zamek w Działdowie – zamek pokrzyżacki znajdujący się w mieście Działdowo, w województwie warmińsko-mazurskim.

## Historia
Warownię wznieśli rycerze zakonu krzyżackiego w latach 1344–1391. Budowla powstała wokół dziedzińca na planie kwadratu o boku 46 m. Zamek otoczony był murem i fosą. Z trzech stron zamku broniły bagna, z czwartej zaś, rzeka Działdówka. Od strony podjazdu stały dwie wieże smukła, okrągła, na ośmiobocznej podstawie i masywna, czworoboczna, obok bramy. Do dziś zachowało się południowo-zachodnie skrzydło zamku z pierwszej połowy XIV wieku - tzw. Dom Duży, z gotyckimi sklepieniami w piwnicach oraz obszerna sala stanowiąca dawniej refektarz i kaplicę. Zamek posiadał własne zaplecze gospodarcze - młyn, browar i folusz. Zamek był wyodrębnioną z obszaru miejskiego jednostką terytorialną, administracyjną i gospodarczą. W jego murach swoją siedzibę miał prokurator zakonny, a od 1383 roku wójt.
Zamek był wielokrotnie przedmiotem walk między wojskami krzyżackimi czy pruskimi a polskimi, litewskimi i szwedzkimi. W XVII wieku (1676 rok) przebudowany został w stylu renesansowym. Później był stopniowo rozbierany, odnowiony pod koniec XIX wieku. Jeszcze raz uszkodzony podczas II wojny światowej. W ostatnich latach odbudowane zostało zachodnie skrzydło zamku wraz z dziedzińcem. Podstawę dla tego skrzydła stanowią zachowane piwnice z lochem dla więźniów i ścianami o grubości około 4 m. W tej części swoją siedzibę ma Urząd Miasta.

Badania archeologiczne prowadzone na zamku w latach 1981–1989 ukazały bogatą przeszłość tego miejsca. W wyniku prac ziemnych wydobyto około 300 000 sztuk znalezisk ruchomych (głównie starożytnych).

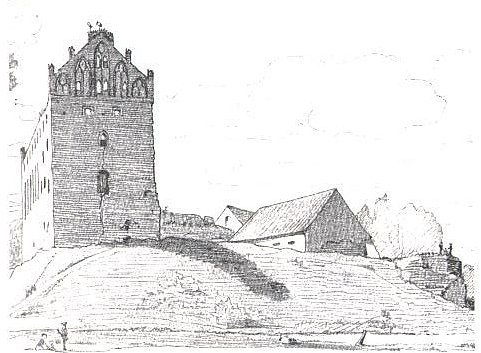
Zamek w 1881 r.
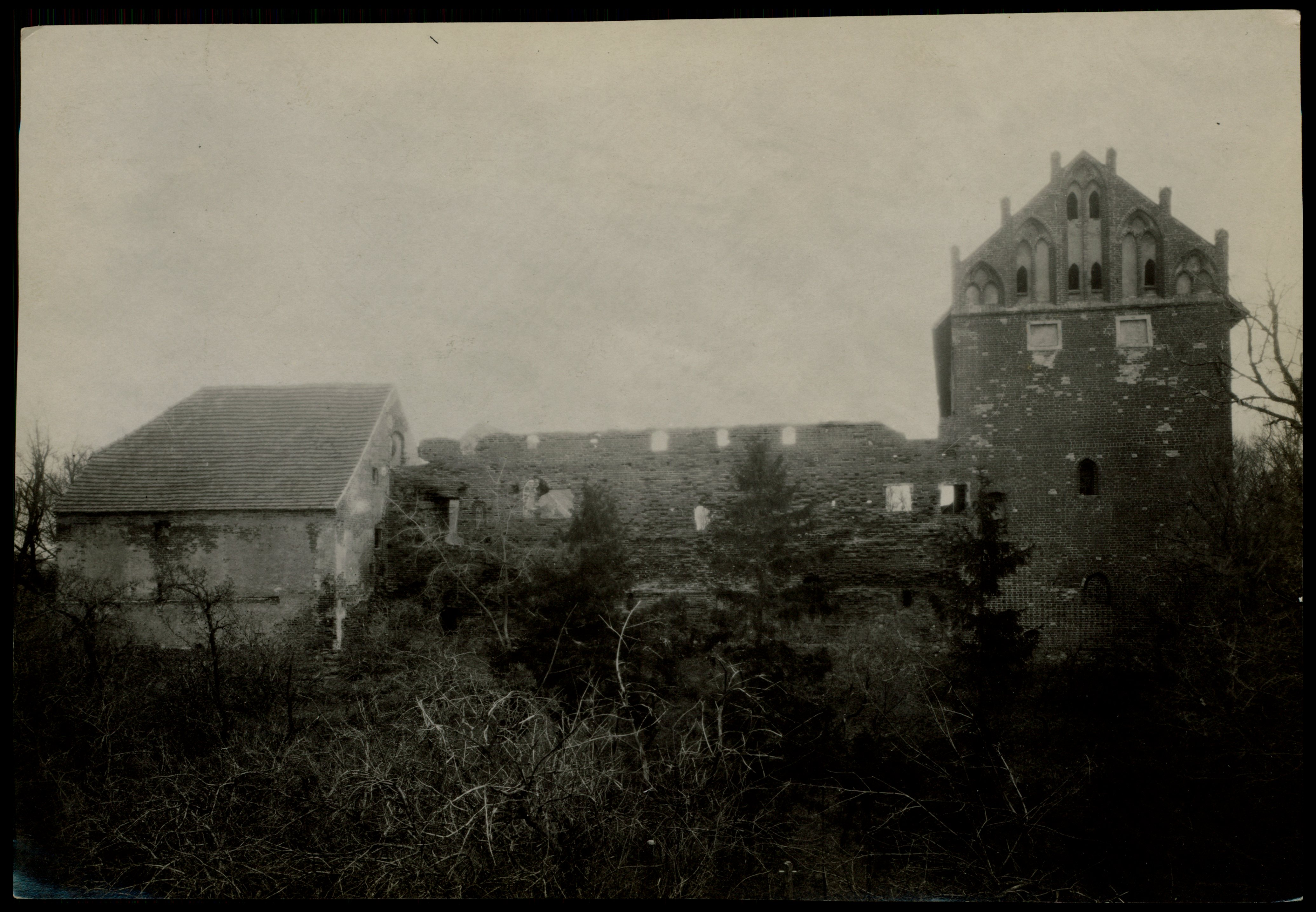
Zamek między 1916 a 1924
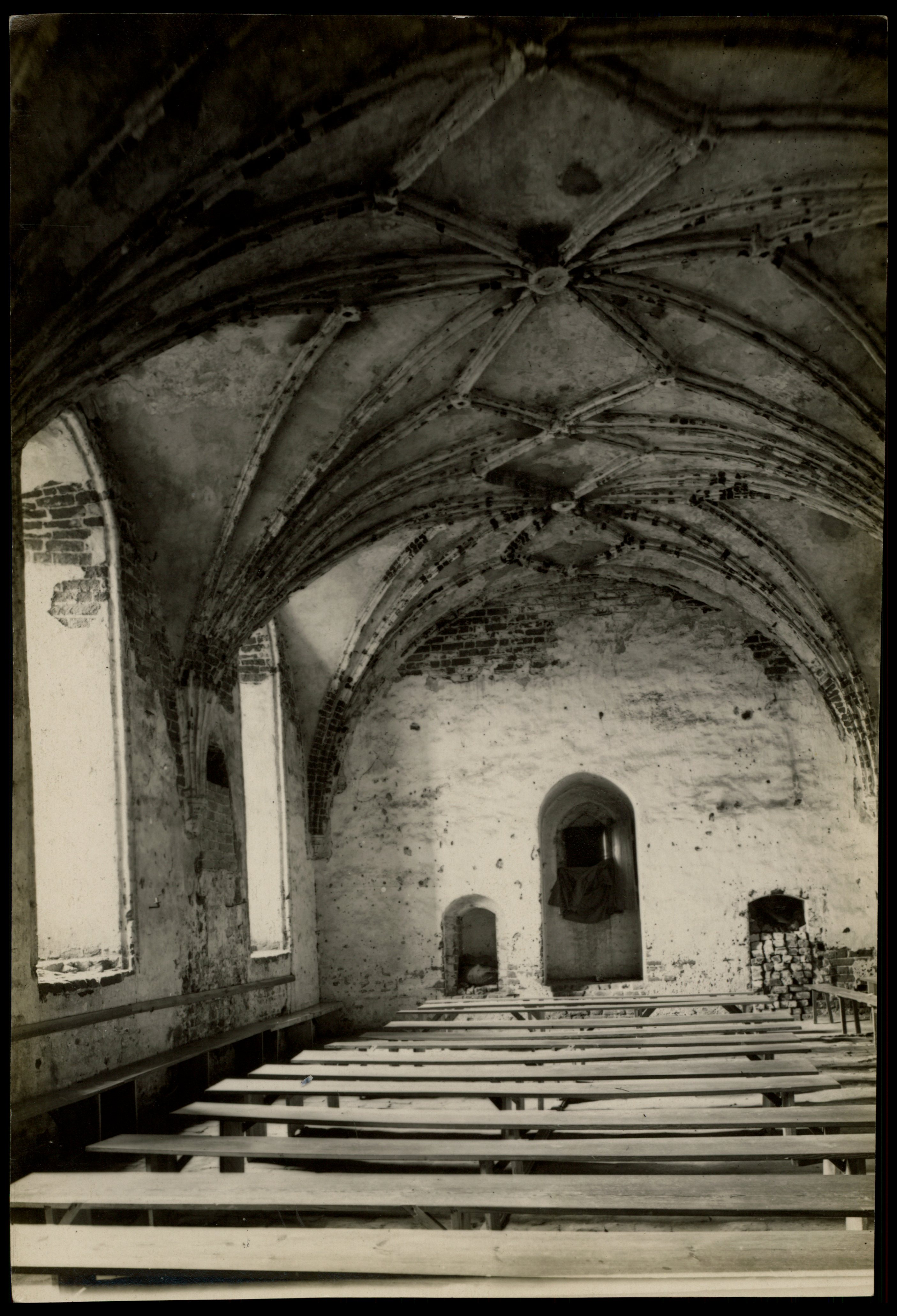
Wnetrze kaplicy zamkowej między 1916-1924
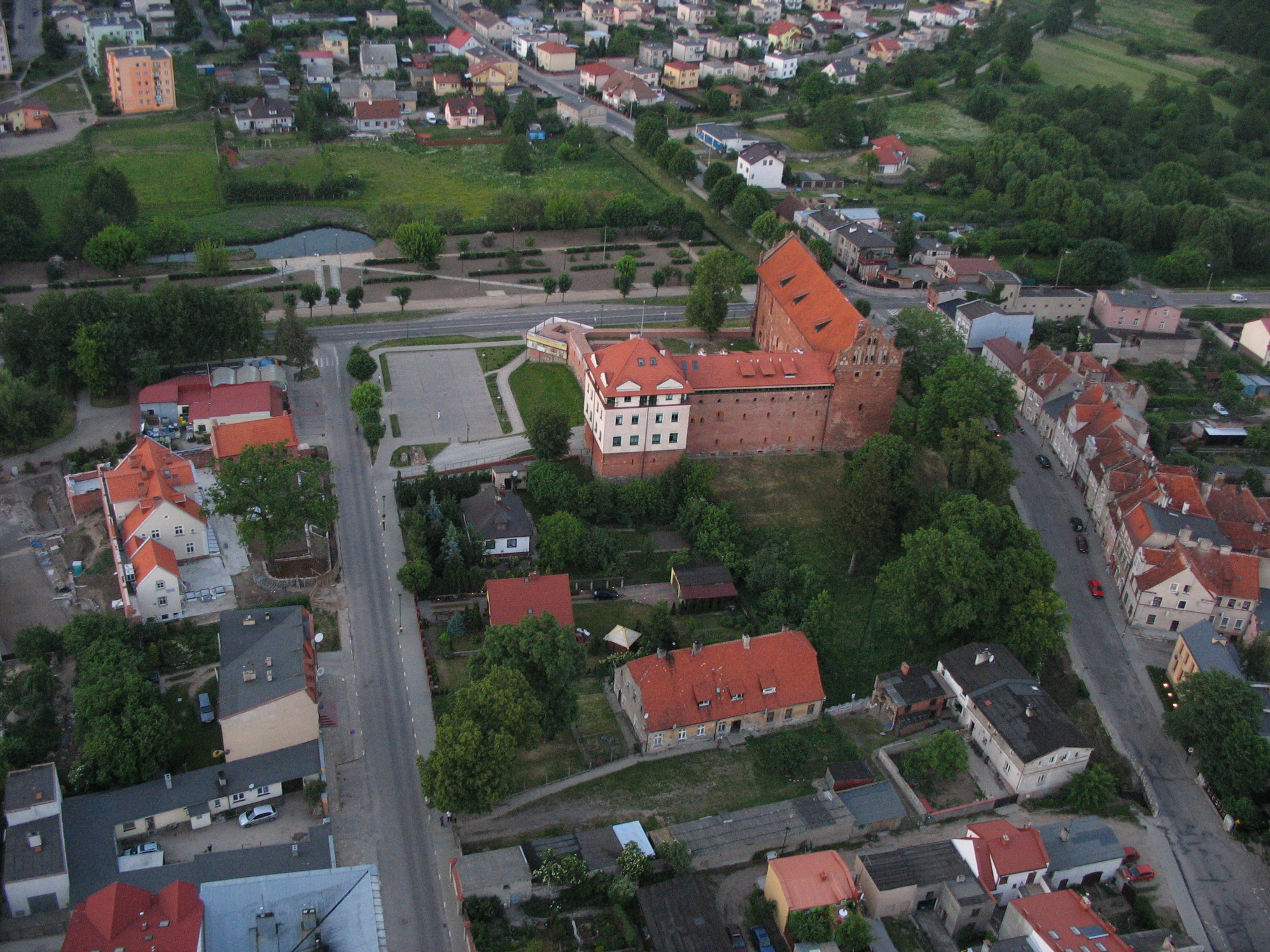
Zamek z lotu ptaka
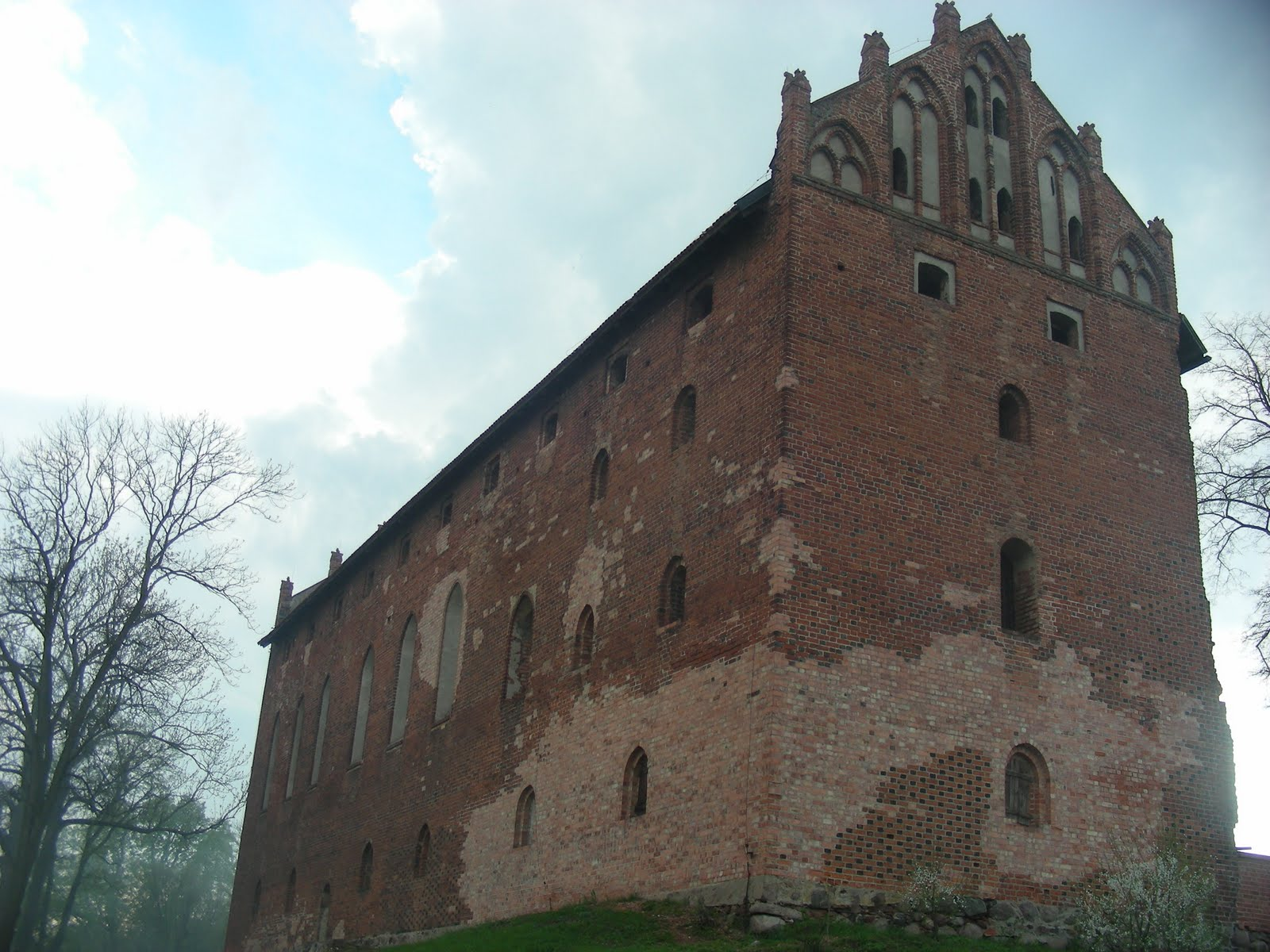
Dom Wielki/Dom Duży
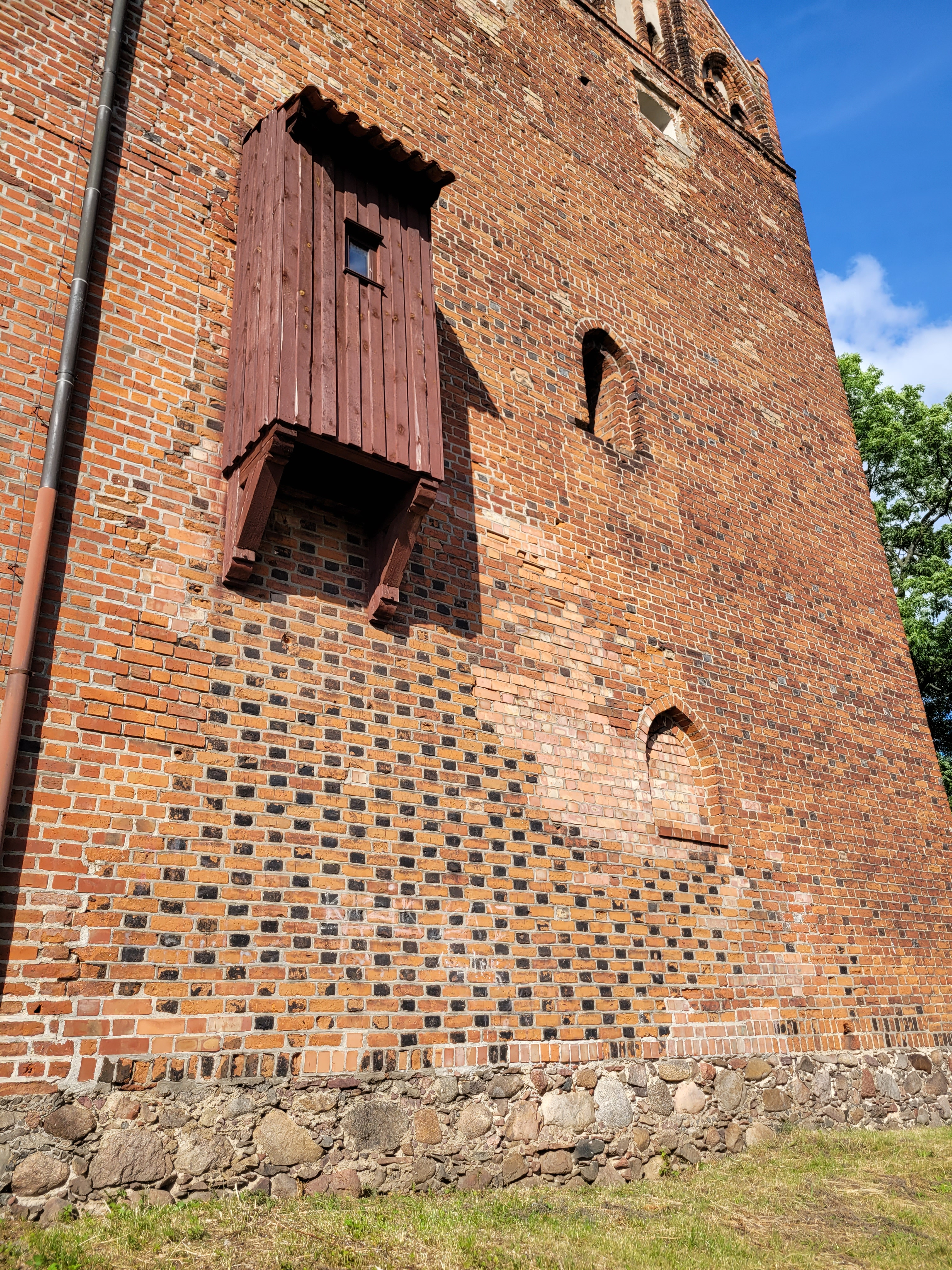
Wykusz latrynowy
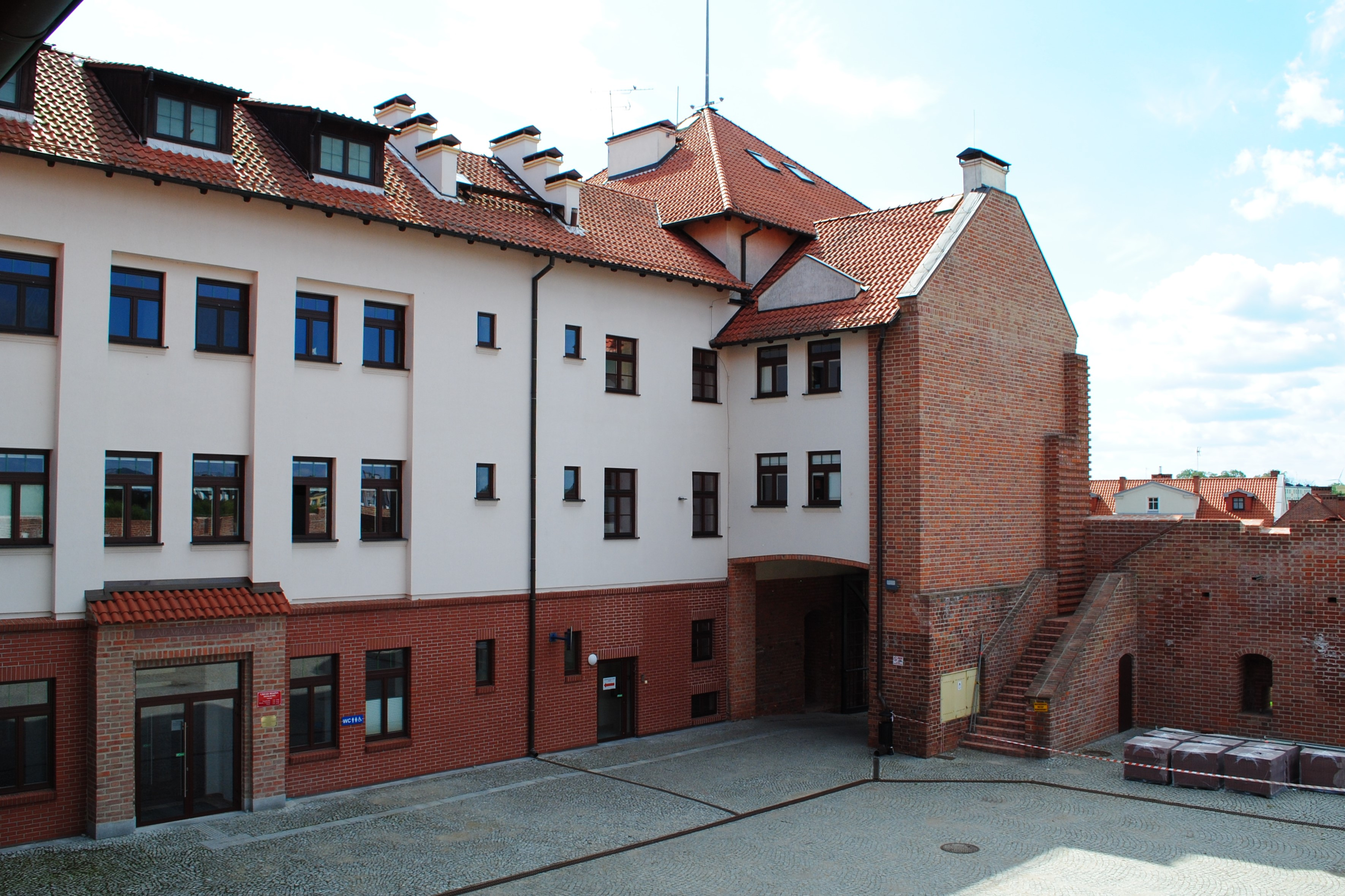
Urząd Miasta
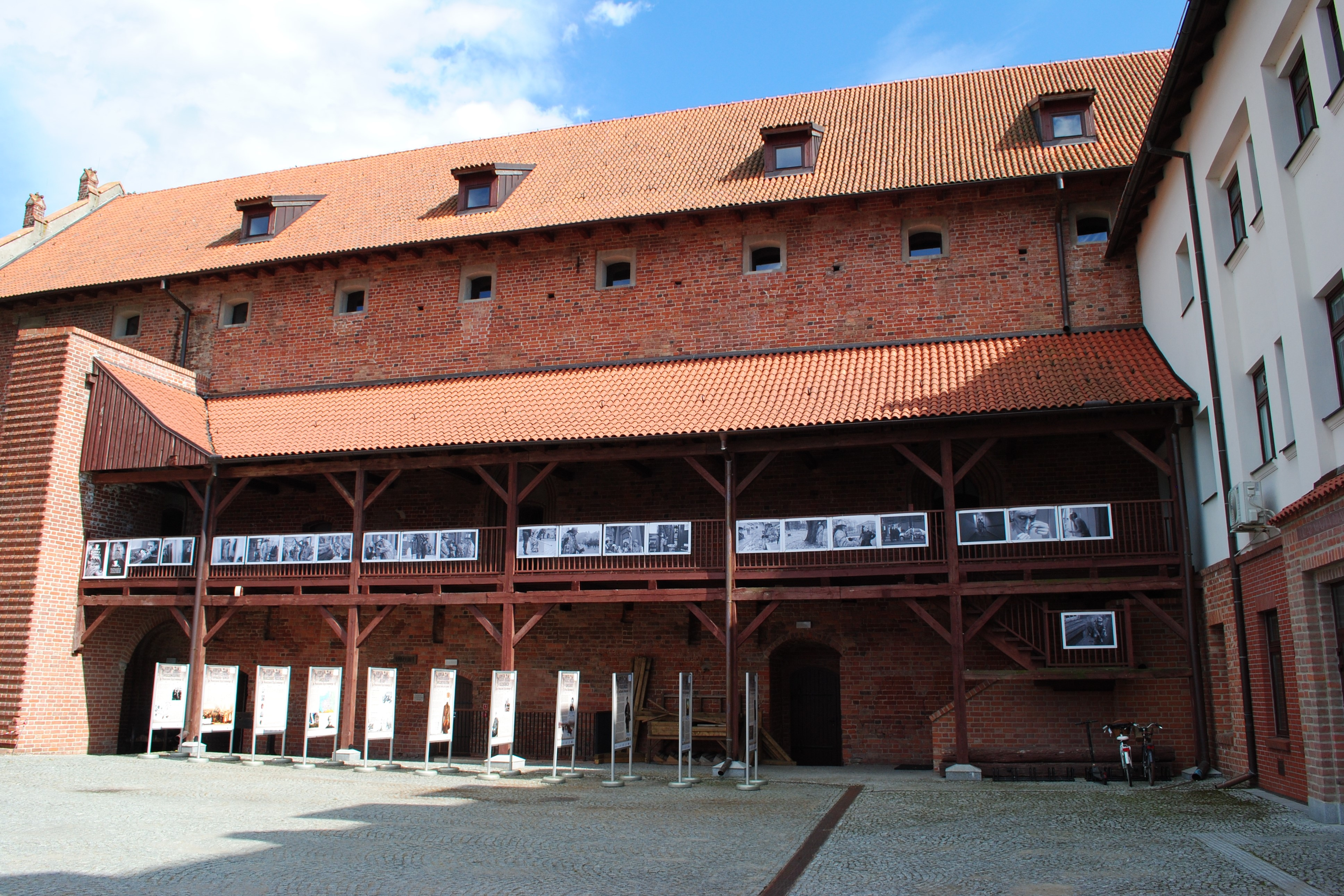
Muzeum Pogranicza w Działdowie